# Machine à sous
Pour les articles homonymes, voir Bandit manchot.

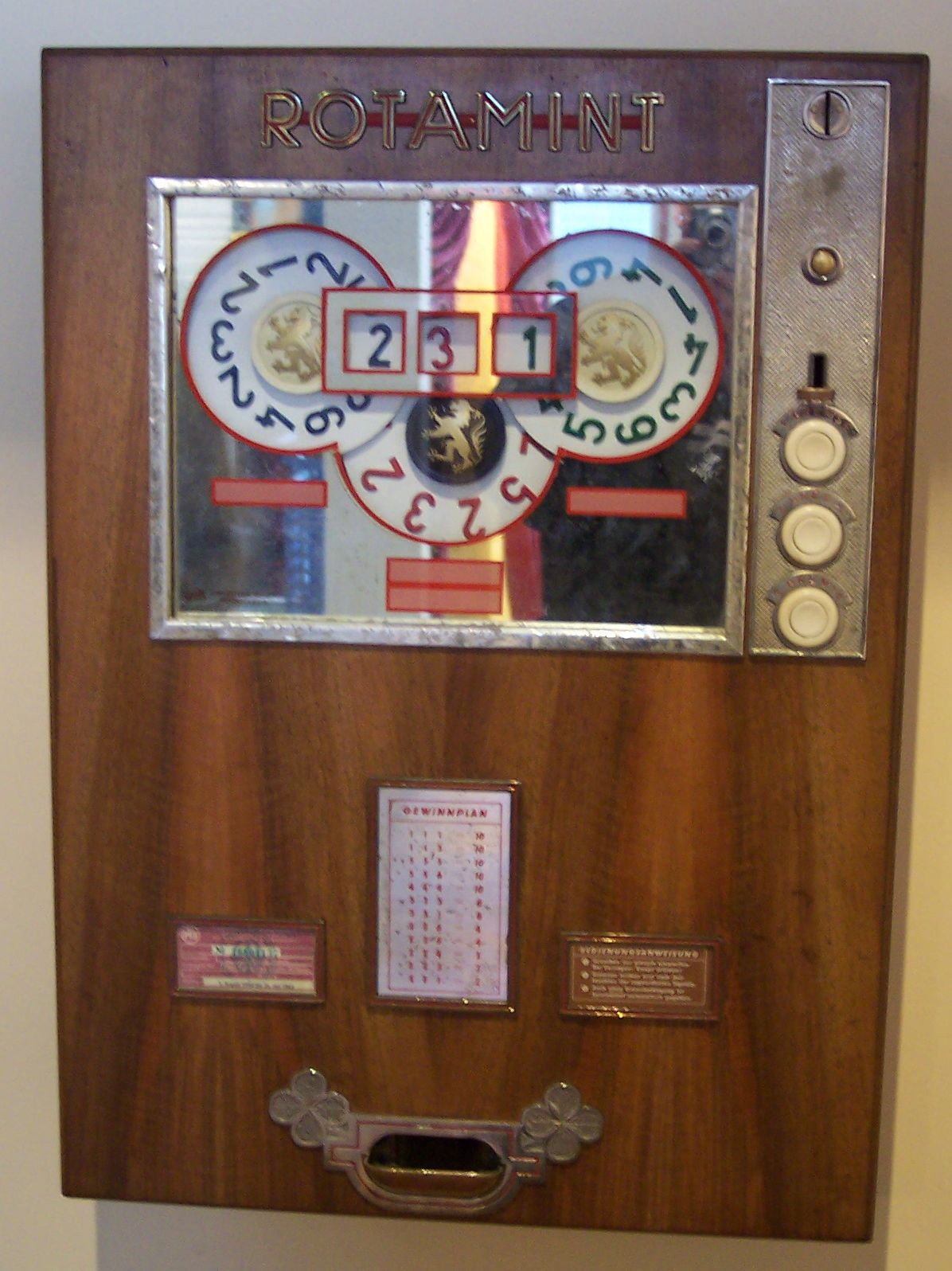
Machine à sous allemande « Rotamint » fabriquée en 1952.

Une machine à sous (aussi appelé bandit manchot) est un appareil électronique ou mécanique de jeux de hasard et d'argent qui ne demande aucune stratégie ou habileté particulière. On laisse tomber une ou plusieurs pièces ou jetons dans une fente et on tire sur une poignée ou on appuie sur un bouton pour activer une à trois bobines ou plus marquée(s) de segments horizontaux, en faisant varier des symboles. La machine est rentable en glissant dans une tasse ou une auge de deux à toutes les pièces de la machine, en fonction du nombre de symboles alignés et du nombre de symboles alignés lorsque les bobines en rotation s'immobilisent.
Les symboles traditionnellement utilisés sont les suivants: étoiles, combinaisons de cartes, barres, chiffres (le 7 étant l'un des favoris), divers fruits représentés – cerises, prunes, oranges, citrons et pastèques – ainsi que les mots « jackpot » et « bar ». Le terme « machine à sous » (abréviation de "nickel dans la machine à sous") était à l'origine également utilisé pour les distributeurs automatiques, mais au XXe siècle il renvoie presque exclusivement aux appareils de jeu.

## Description

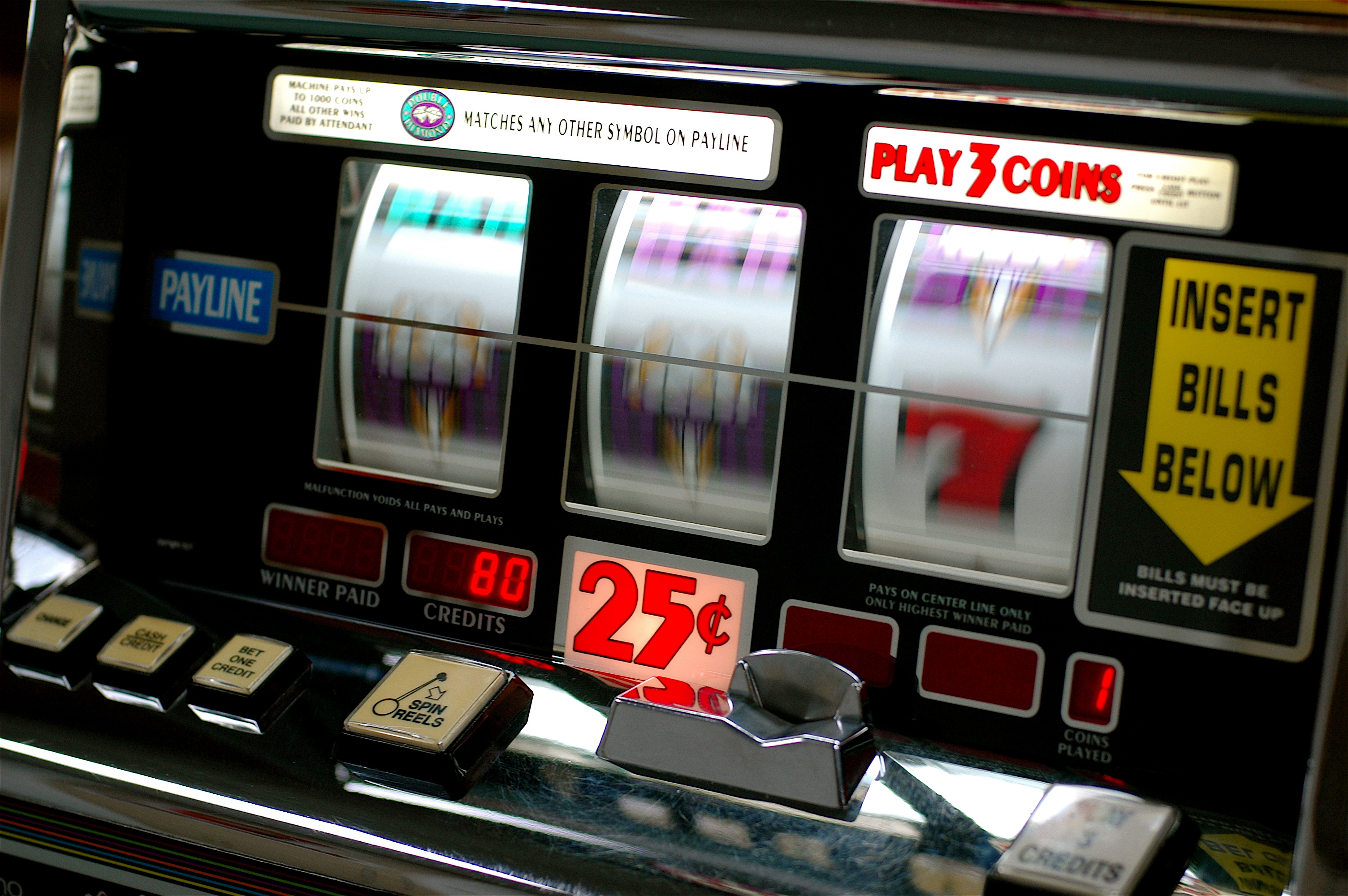
Partie frontale d'une machine à sous.

Une machine à sous se compose de plusieurs éléments indispensables :
- une entrée d'argent : entrée de pièce, accepteur de billet, lecteur de carte magnétique, etc.
- une sortie d'argent : bac à pièces.
- un système d'affichage du jeu : rouleaux, écrans.
- un moteur aléatoire de jeu.

Le joueur doit insérer de l'argent sous quelque forme que ce soit pour lancer une partie. Une partie est généralement très rapide, et très simple à comprendre. Le résultat, qui doit être aléatoire, est simple lui aussi : le joueur gagne ou ne gagne pas d'argent.
Les résultats de chacun des jeux successifs sont indépendants.

## Historique
Aux États-Unis, les premiers appareils de jeu à pré-paiement remontent aux années 1880, bien qu'il ne s'agisse en réalité que de simples amusements, telles que deux chevaux-jouets qui couraient après insertion d'une pièce de monnaie dans la machine, plutôt que des machines à sous directes. Posés sur le bar dans un saloon ou un établissement similaire, ces dispositifs attiraient les paris entre clients. Cependant, pour la plupart des machines, le propriétaire payait les gagnants en consommations ou en cigares ; parfois des jetons en métal spécialement frappés pouvant être échangés contre des boissons. En 1888, il existait déjà des machines à pièces. Une fois insérées, celles-ci tombaient sur une balance interne qu'elles pouvaient faire pencher ou en renverser d’autres ; quant aux derniers appareils, il y en avait un avec un écran circulaire et un indicateur rotatif qui se posait ou indiquait un nombre, une couleur ou une image.
En France, les Trente Glorieuses voient l'avènement de la jeunesse comme classe de consommation : grâce à l'argent de poche et la croissance économique qui lance de nouveaux marchés, dont cette classe devient une cible, les jeunes vont au cinéma et se retrouvent dans des cafés pour y refaire le monde et dépenser leur argent dans des machines à pièces (flippers, jukebox et baby foot dans les années 1960, rejoints dans les années 1970 par les bornes d'arcade et les machines à sous tels que jackpots et vidéo-pokers). Le cinéma représente ainsi souvent cette jeunesse qui fascine et inquiète les adultes qui se défient des cafés qui peuvent être des lieux de délinquance juvénile en bandes qui rassemblent des jeunes oisifs. L'exploitation de ces machines étant en grande partie tombée sous la coupe du grand banditisme, incite les pouvoirs publics à légiférer en matière de régulation du secteur des jeux d'argent et de hasard (loi n° 83-628 du 12 juillet 1983). Le premier et le deuxième choc pétrolier stoppent cette croissance économique et ont des conséquences sur « les pratiques de consommation des adolescents, frappés eux aussi par le chômage et l’inflation, tandis que le progrès technologique qui se poursuit dans les années 1990 tend à ringardiser les anciennes machines, tout en faisant perdre aux cafés leur rôle de centralisateur des sociabilités adolescentes ».

## Évolution

### La roulette automatique
Passionné de mécanique, Charles Fey (en) se passionna pour les machines telles que la roulette automatique. Il en fabriqua son propre exemplaire en 1894 sous le nom de Horseshoe (« Fer à cheval »), ressemblante aux produits d'un des leaders du secteur, Gustav Shultze. La même année, il quitte son employeur (La California Electric Works Company, qui fabrique des téléphones, des télégraphes, etc.) pour créer une société concurrente. Il s'installera à côté des ateliers de Shultze, devenant même l'un de ses fournisseurs, il perfectionne ses modèles en créant la « 4-11-44 » en 1895, à trois roulettes concentriques. Diffusé avec succès dans des bars, plusieurs exemplaires de la machine furent fabriqués et Charles August Fey vend sa société d'équipements de communications à un associé et créa une société de machines à sous sur Market Street à San Francisco.

### Les rouleaux mécaniques

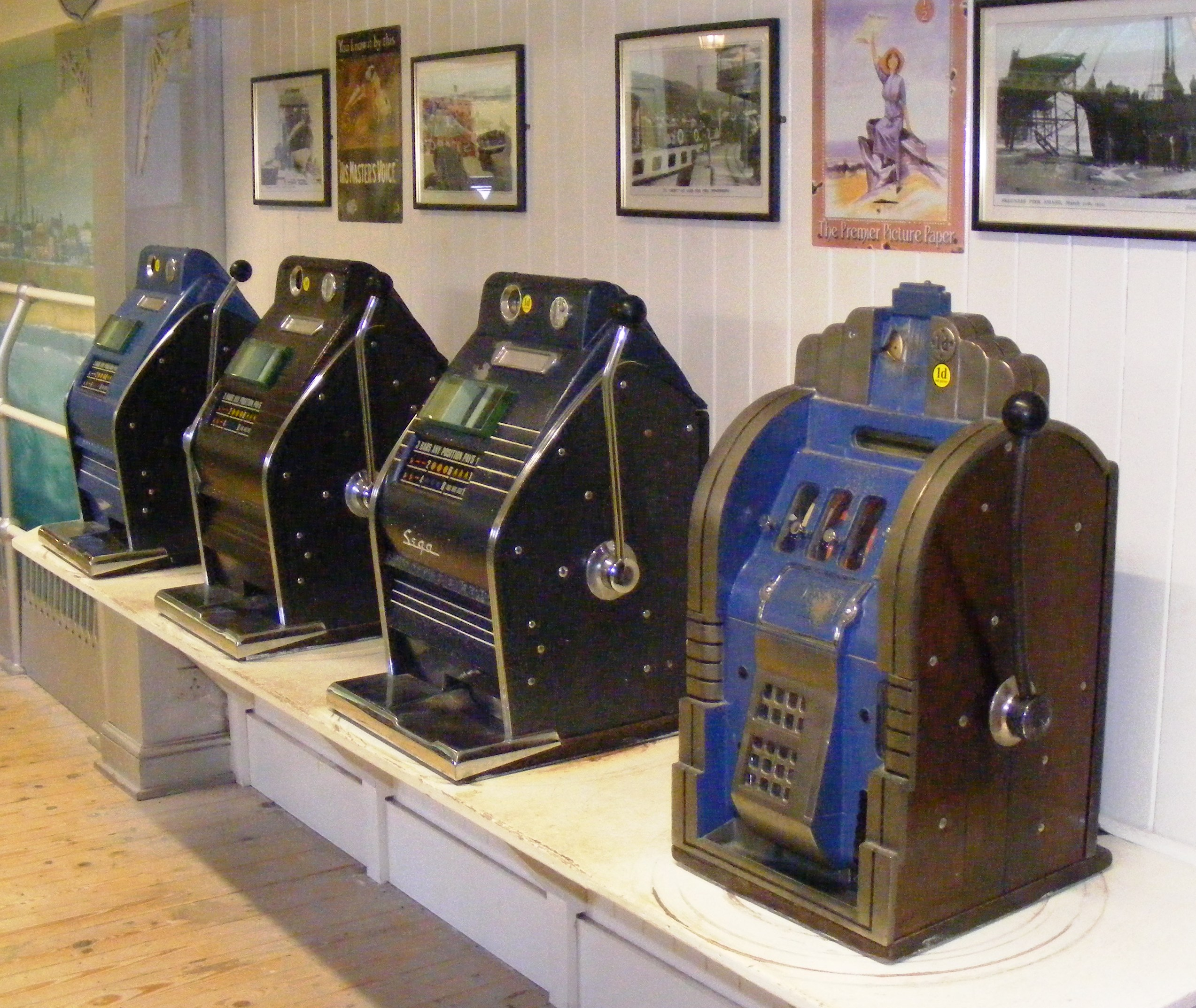
Machines à rouleaux mécaniques.

Charles August Fey créa la première machine à sous à rouleaux, la Card Bell en 1898, puis la perfectionna en 1899 pour créer le modèle Liberty Bell, plus compacte et en métal.
Elle remplace des roues par des rouleaux sur lesquels figurent des symboles comme le carreau, l’as de pique, le cœur, le fer à cheval et la fameuse cloche de la liberté.
L'atout de ses machines tient surtout dans la combinatoire : un millier de combinaisons sont possibles alors qu’une centaine seulement était obtenue auparavant.
Devant le succès fulgurant de la machine, une concurrence s'organise. Puisque Charles August Fey refuse de commercialiser son brevet, les autres compagnies sont obligées de construire leurs propres appareils. Après le vol d’un exemplaire de Liberty Bell, Mills lance une machine très proche. D’autres entreprises, comme Caille notamment, font de même.
Au cours de la prohibition, le jeu d’argent est interdit aux États-Unis. L'industrie de la machine à sous est donc menacée. Toutefois, Mills trouve une parade en convertissant ses bandits manchots en distributeurs de bonbons. Pour l'occasion, les symboles sont changés en fruit avec, par exemple, une prune, une orange, un citron, une cerise et de la menthe. Le client achète des friandises avec son argent. Les rouleaux se mettent à tourner puis s’arrêtent. S’il obtient une combinaison gagnante, il remporte des jetons qui peuvent être échangés contre des boissons ou d’autres lots.
Les machines à sous mécaniques sont la norme jusqu’au moment au Bally lance les appareils électromécaniques, au cours de l’année 1963.

### Machines électroniques

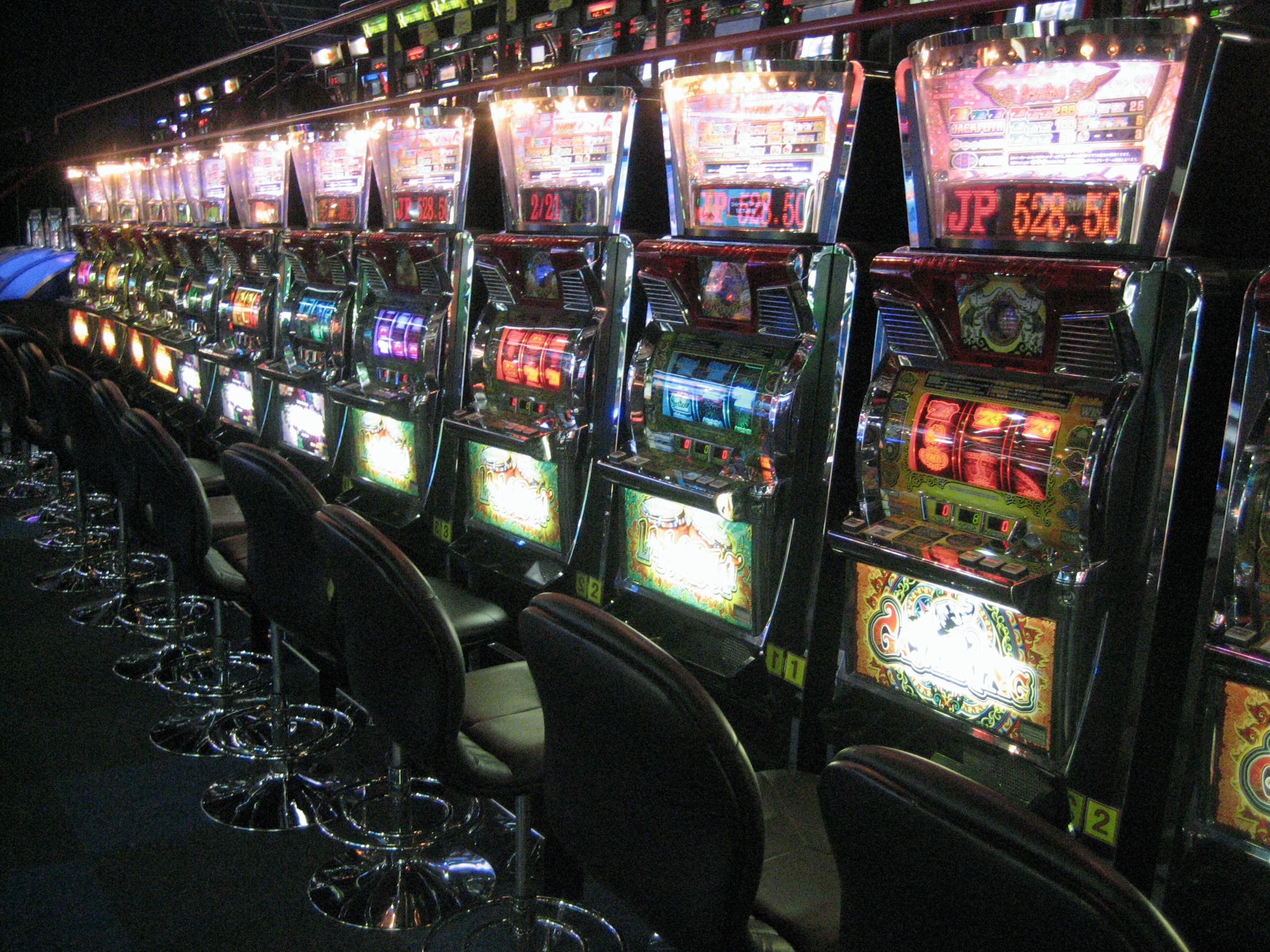
Machines à sous au Japon.

Les machines à sous modernes sont électroniques, même si elles peuvent prendre l'apparence de machines mécaniques (machines à rouleaux). Il existe plusieurs types de machines à sous électroniques : les machines à rouleaux vidéos, les machines à rouleaux classiques, les poker, les multijeux.
Dans tous les cas, le fonctionnement est identique. Une machine à sous possède un cycle de combinaisons. Ce cycle répertorie comme une liste toutes les combinaisons possibles que la machine peut sortir. Le joueur insère de l'argent dans la machine (pièces, billets, argent électronique) et peut lancer le jeu à l'aide de boutons, d'un levier (bandit manchot) ou d'un écran tactile. Au moment où il lance le jeu, une des combinaisons du cycle est choisie aléatoirement et s'affiche. Le joueur gagne ou non un prix, et peut rejouer. La combinaison qui a été obtenue est ensuite replacée dans le cycle, donc chaque joueur a les mêmes probabilités de gagner un lot.
Chaque machine à sous électronique possède un taux de redistribution. Ce taux est fixe sur une machine et est très souvent compris entre 85 et 99,99 %. Il varie d'une machine à une autre, ce qui explique que sur certaines machines le joueur a davantage l'impression de gagner ou de perdre.
Ce taux correspond à la quantité d'argent d'abord jouée sur la machine, et qui sera reversée en tant que gain au joueur. Le montant d'argent non redistribué revient au casino. Selon le pays, le casino est imposé sur ce montant. (En France, par exemple, le casino ne gagne que la moitié de cette somme).
Par exemple, et statistiquement, sur une machine avec un taux de redistribution à 90 %, un joueur qui met 100 crédits va remporter 90 crédits. 10 crédits reviendront au casino. Bien sûr, il faut prendre en compte d'autres paramètres comme le hasard ou les jackpots.
Une machine à sous est généralement équipée de nombreux compteurs électroniques et de compteurs mécaniques. À tout moment, une machine à sous peut indiquer le montant en argent inséré, le montant joué, le montant gagné, le montant reversé en tant que jackpot, etc. À la fin d'un cycle sur une machine à sous, à l'aide des compteurs d'entrée d'argent et de sortie, on retrouve systématiquement et exactement la valeur du taux de redistribution.

#### Machines à rouleaux classiques
Ces machines présentent généralement entre 3 et 5 rouleaux, mécaniques, mus par des moteurs commandés par électronique. Elles sont en voie de disparition au profit des machines à rouleaux vidéos.
De nouveaux modèles apparaissent aujourd'hui dans les casinos : ce sont des machines à rouleaux classiques intégrés dans un écran LCD. Un écran LCD a été découpé en son milieu de manière à apercevoir trois, quatre ou cinq rouleaux mécaniques, tout en affichant une image vidéo autour et par-dessus les rouleaux.

#### Machines à rouleaux vidéos
Ces machines présentent généralement cinq, voire six rouleaux vidéos sur un écran, parfois tactile.
Certaines machines possèdent deux écrans l'un au-dessus de l'autre, ou un écran vertical assez haut.
Ces machines proposent des jeux aux symboles, ambiances, tons colorés et variés, parfois des jeux bonus interactifs qui n'ont rien à voir avec des rouleaux.

#### Vidéo poker (ou machines à poker)
Le jeu de vidéo poker se compose généralement en deux phases :
- Première phase : le jeu propose au joueur sur un écran 5 cartes à jouer. Le joueur doit réussir à former une combinaison gagnant avec ses 5 cartes. Il peut choisir de garder ou jeter des cartes.
- Deuxième phase : le jeu remplace les cartes que le joueur a décidé de jeter. Le jeu remplace les cartes définies par d'autres cartes aléatoirement. Avec le nouveau jeu de 5 cartes obtenu, le jeu détermine si le joueur a gagné ou non.

Si la combinaison s'est révélée gagnante, le joueur a en général la possibilité de jouer son gain à quitte ou double, une ou plusieurs fois.

#### Machines à sous multi-jeux
Ces machines proposent au joueur de choisir lui-même le jeu à jouer, entre des jeux à rouleaux vidéos, des jeux de poker, des jeux de keno, ou tactilo. En réalité, cela ne concerne que l'apparence du jeu (les symboles affichés, les animations). Le fonctionnement du jeu reste le même.

#### Aléatoire et pseudo aléatoire
Un problème rencontré lors de la conception des machines à sous électroniques est la génération des résultats aléatoires. Pour ce faire, lorsque le joueur appuie sur le bouton, il faut qu'un nombre soit généré. Pour générer des nombres aléatoires, les machines pourraient utiliser des phénomènes physiques pour générer des nombres aléatoires. Cependant, pour des questions de complexité technique et monétaires, les machines à sous génèrent de la pseudo aléatoire.
Pour générer de la pseudo aléatoire, les machines à sous ont un compteur qui incrémente extrêmement rapidement. Lorsque le joueur appuie sur le bouton, le compteur s'arrête, il lit le résultat dans la table de paiements, l'affiche et paie ou non ce qui est dû, puis le compteur recommence. Il faut faire au moins trois cycles par seconde pour être certain qu'un cycle se soit écoulé entre chaque partie. Ceci permet de donner le même nombre de chances à chaque joueur.

## Cas du Québec au Canada
Ces machines représentent généralement plus de 80 % des profits des casinos. Elles seraient responsables de la majorité des cas de jeu pathologique recensés au sein des populations où elles sont présentes. Le Québec les a légalisées au début des années 1990 et Loto-Québec en a installé sur l’ensemble du territoire.
Devenues très accessibles, elles sont responsables d’environ 80 % des cas de jeu pathologique recensés. On évalue que les joueurs pathologiques contribuent à 59,1 % des revenus provenant de ces appareils.
D'après les estimations du sociologue Serge Chevalier, de l'Institut national de santé publique (INSP), les joueurs de vidéopoker ont permis à Loto-Québec d'engranger quelque 441 millions en profits en 2004. Cette somme dépasse de façon notable l'ensemble des profits que Loto-Québec a réalisés dans ses trois casinos et constitue plus du tiers des profits de Loto-Québec pour cette année.
M. Chevalier a basé son analyse sur une enquête entreprise en 2002 par l'INSP et le Centre québécois d'excellence pour la prévention et le traitement du jeu. On a interrogé 8 842 Québécois sur leurs habitudes de jeu et sur les sommes qu'ils y consacrent.
La légalisation des machines à sous au Québec provient du fait que plus de 40 000 machines illégales étaient opérées par le crime organisé sur le territoire du Québec. La légalisation a éradiqué le phénomène des machines illégales. Il n'y a plus que 13 211 appareils opérés par l'État en date du 30 septembre 2006.

## Litiges sur les jackpots
Les machines à sous électroniques peuvent rencontrer des dysfonctionnements. Lorsque le montant affiché est inférieur à celui prévu, l'erreur passe généralement inaperçue. Mais lorsque cela se produit dans l'autre sens, des litiges peuvent survenir. Voici quelques arguments notables provoqués par les propriétaires des machines affirmant que les montants affichés étaient bien plus élevés que ceux que les clients devraient recevoir.

### États-Unis
Deux cas de ce type se sont produits dans des casinos du Colorado en 2010, où des erreurs logicielles ont conduit à l'affichage de jackpots de 11 millions de dollars et 42 millions de dollars. L'analyse des enregistrements de la machine par la Commission des jeux de l'État a révélé des défauts, le véritable jackpot étant nettement plus petit. Les lois sur les jeux de l'État ne nécessitaient pas que le casino honore les paiements dans ce cas.

### Viêt Nam
Le 25 octobre 2009, alors qu'un homme vietnamo-américain, Ly Sam, jouait à une machine à sous au Palazzo Club de l'hôtel Sheraton Saigon à Hô Chi Minh-Ville, au Viêt Nam, il a affiché qu'il avait remporté un jackpot de 55 542 296,73 dollars américains. Le casino a refusé de payer, affirmant qu'il s'agissait d'une erreur de la machine. Ly a poursuivi le casino en justice. Le 7 janvier 2013, le tribunal populaire du district 1 à Hô Chi Minh-Ville a décidé que le casino devait payer intégralement le montant réclamé par Ly, ne faisant pas confiance au rapport d'erreur d'une société d'inspection engagée par le casino. Les deux parties ont fait appel par la suite, et Ly a demandé des intérêts tandis que le casino refusait de lui payer. En janvier 2014, les médias ont rapporté que l'affaire avait été réglée à l'amiable et que Ly avait reçu une somme non divulguée.

## Le jeu problématique et les machines à sous
Natasha Dow Schüll, professeure associée au Département des Médias, de la Culture et de la Communication de l'Université de New York, utilise le terme "zone de la machine" pour décrire l'état d'immersion que les joueurs de machines à sous éprouvent lorsqu'ils jouent, où ils perdent la notion du temps, de l'espace, de la conscience corporelle et de la valeur monétaire.
Mike Dixon, professeur de psychologie à l'Université de Waterloo, étudie la relation entre les joueurs de machines à sous et les machines. Dans l'une de ses études, il a observé que les joueurs ressentaient une excitation accrue due aux stimuli sensoriels des machines. Il a démontré que ces "pertes déguisées en gains" (LDW) étaient aussi stimulantes, voire plus stimulantes que les pertes normales.
Les psychologues Robert Breen et Marc Zimmerman ont découvert que les joueurs de machines à sous vidéo développent un niveau élevé de participation problématique au jeu trois fois plus rapidement que ceux qui jouent à des jeux de casino traditionnels, même s'ils ont pratiqué d'autres formes de jeu sans problèmes,.
Une étude de suivi oculaire dans les bookmakers britanniques a révélé que les joueurs de machines à sous sont davantage attirés visuellement par les rouleaux, et que les joueurs problématiques portent une attention plus fréquente aux messages indiquant les gains par rapport à ceux sans problèmes de jeu. En 2011, l'émission "60 Minutes" a diffusé un reportage percutant intitulé "Les machines à sous : le grand pari", mettant en lumière la corrélation entre les machines à sous et la dépendance au jeu.